# Crosbya
Crosbya là một chi rêu trong họ Hookeriaceae.